# بانک غنا
بانک غنا (انگلیسی: Bank of Ghana) بانک مرکزی غنا است، که در سال ۱۹۵۷ توسط دولت غنا تأسیس شد.